# Густав Адолф фон Васаборг
Густав Адолф фон Васаборг (на шведски: Gustav Adolph af Wasaborg; * 21 април 1653; † 4 юли 1732, Вилдесхаузен) е граф на Васаборг и подполковник.

## Живот
Той е син на граф Густав Густавсон (1616 – 1653), шведски военен командир през Тридесетгодишната война, имперски съветник и администратор на манастир Оснабрюк, и съпругата му графиня Анна София фон Вид-Рунлел-Нойвид (1616 – 1694), дъщеря на граф Херман II фон Вид-Нойвид (1581 – 1631) и графиня Юлиана Доротея фон Золмс-Хоензолмс (1592 – 1649). Неговият баща е извънбрачен син на шведския крал Густав II Адолф (1594 – 1632). Племенник е на кралица Кристина от Швеция (упр. 1632 – 1654).
Густав Адолф следва в Страсбург. През 1676 г. е ритмайстер в Херцогство Брауншвайг-Люнебург и става подполковник. Той служи в Кралство Хановер.

## Фамилия
Густав Адолф фон Васаборг се жени на 26 юли 1679 г. за графиня Ангелика Катарина фон Лайнинген-Вестербург (* 24 април 1663; † ок. 1740), дъщеря на граф Георг Вилхелм фон Лайнинген-Вестербург (1619 – 1695) и графиня София Елизабет фон Липе-Детмолд (1626– 1688). Tе имат 16 деца:
- Карл Вилхелм Фридрих (* 17 май 1680; † 10 септември 1696, Кремона)
- Кристина Йохана (* 20 юли 1681; † млада)
- Густав Адолф (* 6 октомври 1682; † 1705, Щутгарт)
- София Шарлотта (* 15 май 1684; † 1686)
- Хайнрих Ото (* 16 август 1685; † 1 август 1715, Уседом в битка)
- Елеонора Катарина (* 29 август 1686; † 1729, Кобленц), омъжена за Фридрих фон Райфенберг
- Георг Мориц (* 15 декември 1687; † 14 януари 1754, Хунтлозен)
- Антон Адолф (* 22 февруари 1689, Вилдесхаузен; † 10 май 1748, Кунгслена, женен I. за Катарина Оксенстиерна (* 17 февруари 1684; † 7 ноември 1722), II. на 5 май 1728 г. за Анна Кристина Спаре (* 4 септември 1683; † 19 януари 1759)
- Беата Терезия (* 10 юни 1690; † 1692)
- Август (* 11 август 1691; † 1699)
- Фридрих Валдемар (* 20 юли 1693; † млад)
- София Елизабет Кристина (* 24 август 1694; † 10 декември 1756, Форбах), омъжена за Хенинг (Файт) фон Страленхайм граф фон Форбах (* 1663; † 15 септември 1731, Форбах)
- Хенриета Поликсена (* 22 февруари 1696; † 30 октомври 1777, Хунтлозен)
- София Магдалена (* 15 септември 1698; † 10 октомври 1702)
- Анна София (* 10 юли 1704), омъжена за Фридрих Вилхелм Плец († сл. 1781)
- дъщеря (1706 – 1706)